# Irota
Irota là một thị trấn thuộc hạt Borsod-Abaúj-Zemplén, Hungary. Thị trấn này có diện tích 12,34 km², dân số năm 2010 là 66 người, mật độ 5 người/km².